# گرافیک (آرکانزاس)
گرافیک (به انگلیسی: Graphic) یک منطقهٔ مسکونی در ایالات متحده آمریکا است که در شهرستان کرافورد، آرکانزاس واقع شده است.
گرافیک در دهه ۱۸۸۰ تأسیس شد.